# Високий
Високий е „количествена“ музикална невма във византийската нотация, която обозначава, че музикалният тон (нота) се повишава с четири степени в рамните на зададената тоналност. Може да бъде надписан върху други немви, например върху маление, в този случай повишението вече е с 5 степени.